# Quinto Cecilio Metello Celere
Quinto Cecilio Metello Celere (in latino Quintus Caecilius Metellus Celer, in greco antico Κόϊντος Καικίλιος Μέτελλος Κέλερ; 103 a.C. – Gallia Cisalpina, 59 a.C.) è stato un politico romano.

## Biografia

### Origini
Nacque all'interno dell'importante famiglia dei Caecilii Metelli, che si dicevano discendenti da Ceculo, figlio di Vulcano e fondatore di Preneste. I Cecili Metelli iniziarono a far parte dell'aristocrazia senatoria all'inizio del III secolo a.C., periodo in cui, nel 284 a.C., fu eletto console Lucio Cecilio Metello Dentro. Si tramanda che la madre di Metello Celere e Metello Nepote minore fosse stata Celia, donna nota per la sua immoralità, ma le fonti sono discordi sul padre, per il fatto che due figure politiche importanti dei Metelli spiccavano nella generazione precedente alla loro: Metello Nepote maggiore, console nel 98 a.C., e Metello Celere maggiore edile nell'88 a.C., cugini l'un l'altro, entrambi nipoti di Metello Macedonico. Gli studiosi sono stati inizialmente convinti che i due fratelli (ossia Celere minore e Nepote minore) fossero figli di Nepote maggiore, e che Celere maggiore avesse adottato uno dei due nipoti, ma Timothy Wiseman, in un articolo del 1971, si fece portavoce di una tesi opposta, secondo cui Celere maggiore sarebbe stato il padre dei due fratelli e Nepote maggiore avrebbe adottato Nepote minore. Se si accetta la tesi del Wiseman, Metello Celere minore sarebbe stato nipote di Lucio Cecilio Metello Diademato.
Celia, dopo la morte del marito, si sposò col pontefice massimo Quinto Muzio Scevola, e insieme ebbero Mucia Terzia, sorellastra di Metello Celere e futura sposa di Pompeo, nonché madre di tutti i suoi figli: Gneo, Sesto e Pompea, moglie di Fausto Cornelio Silla.

### Primi anni e inizio della carriera
Sulla base della data del suo consolato e delle disposizioni delle riforme sillane, che istituivano un obbligo d'età per poter accedere a ciascuna magistratura, si può collocare nel 103 a.C. la data di nascita di Metello. La sua prima menzione risale all'80 a.C. quando, insieme a suo fratello, accusò Marco Emilio Lepido di abuso di potere durante la sua propretura della Sicilia. Probabilmente i due fratelli, come tipico dei giovani aristocratici romani dell'epoca, avevano intenzione di farsi notare e comparire nella scena politica romana, ma non si esclude anche un intervento di Silla, che vedeva in Lepido una minaccia al suo potere. Gneo Pompeo Magno si schierò però dalla parte dell'accusato, e i Metelli, dopo aver visto che il popolo era dalla parte dell'accusato, fecero cadere l'accusa, anche perché Pompeo era già sposato con la loro sorellastra.
Grazie ad un frammento pervenuto delle Historiae di Sallustio si sa che Metello Celere prese parte ad una campagna militare nel 78 a.C., probabilmente come tribuno militare. Nel 71 a.C. o nel 68 a.C. fu tribuno della plebe ed edile plebeo nell'anno seguente. Nel 66 a.C. fu un legato sotto il genero Pompeo, nella terza guerra mitridatica e Cassio Dione riferisce che la sua legione fu attaccata inaspettatamente dagli albani al confine dell'Armenia, ma fu in grado di organizzare una difesa e respingere l'attacco. Ronald Syme suggerisce che potrebbe essere stato legato l'anno precedente, andando in contrasto con l'anno dell'edilità suggerita da Broughton.

### Pretura
Nel 63 a.C. venne eletto pretore e ottenne la più prestigiosa delle cariche: quella di praetor urbanus, ossia di pretore dell'Urbe. In quell'anno era già tra gli auguri. Durante la sua pretura il tribuno della plebe Tito Labieno, alleato di Cesare, avviò un processo nei confronti di un oscuro senatore, chiamato Gaio Rabirio, accusato dell'omicidio del tribuno della plebe Saturnino avvenuto trentasette anni prima. A quanto pare Rabirio non era direttamente coinvolto nell'omicidio, però l'intero procedimento giudiziario era stato avviato dai populares con lo scopo preciso di dare un avvertimento al Senato e, se Rabirio fosse stato condannato, ci sarebbero state gravi ripercussioni contro l'autorità del principale organo della repubblica romana. I giudici Gaio Giulio Cesare e suo cugino Lucio dichiararono colpevole di perduellio Rabirio, il quale fece appello al popolo; ma quando era chiaro che anche il popolo stesse per condannarlo, Metello Celere corse sul Gianicolo e ammainò la bandiera militare, il che implicava la cessazione di tutte le attività pubbliche. Il processo non fu più ripreso, anche se Labieno avrebbe avuto il diritto di farlo.
Nello stesso anno venne scoperta la Congiura di Catilina dal console Marco Tullio Cicerone. Catilina si era dichiarato disposto a rimanere nella casa di Metello Celere sotto custodia, ma questi glielo rifiutò. Quando si capì che la mole della congiura si estendeva in tutta la regione dell'Italia, Metello Celere fu mandato da Cicerone nel Piceno e in Gallia Cisalpina ad reclutare delle legioni e stabilizzare la situazione all'orlo della sedizione: nel Piceno arrestò molti agitatori di Catilina portandoli in carcere, ponendo così una stretta ai disordini causati dai rivoltosi. Dopo aver intuito che Catilina stava per partire per la Gallia, gli bloccò il passaggio con tre legioni a Faesulae; allora Catilina si scontrò a Pistoia con l'esercito del console Gaio Antonio Ibrida, guidato da Marco Petreio: in quella battaglia la congiura fallì e Catilina morì.

### Consolato
Dopo la pretura, ottenne nel 62 a.C. la Gallia Cisalpina con l'imperium di proconsole. Nel 60 a.C. venne eletto console con Lucio Afranio, grazie al sostegno di Pompeo, da poco tornato dall'Oriente. Durante il suo consolato però cambiò posizione politica, vedendo come una terribile infamia il divorzio di Pompeo dalla sua sorellastra Mucia Terzia con conseguente accusa di tradimento (forse ad opera di Giulio Cesare); Metello Celere divenne così un fiero esponente degli ottimati, alleandosi con lo schieramento politico di Lucio Licinio Lucullo e di Marco Porcio Catone. In particolare si oppose veementemente alla rogatio Flavia agraria del tribuno della plebe Lucio Flavio, un disegno di legge che avrebbe distribuito le terre ai veterani di Pompeo della guerra mitridatica. Metello Celere attaccò così insistentemente ogni punto della proposta di legge al punto che Flavio ordinò che venisse imprigionato. Allora Metello ordinò che il Senato fosse convocato nella sua cella, ma, visto che Flavio ne bloccava l'accesso stando seduto davanti all'ingresso, il console ordinò che una parte della parete della cella fosse abbattuta in modo da poter tenere ugualmente la seduta in quel luogo. Quando Pompeo venne a conoscenza di questi episodi, vergognandosi e temendo una reazione da parte del popolo, chiese a Flavio di lasciar libero il console; ma Metello Celere continuò ad osteggiare Pompeo, non cedendo nemmeno di fronte al ricatto di Flavio, che gli minacciò di impedirgli di recarsi nella sua provincia dopo il consolato, rispondendogli di essere ben contento di restare a Roma. Nel resto del suo consolato continuò ad opporsi ad ogni iniziativa estranea agli ottimati, tra cui alla richiesta dei publicani di abbassare le tasse, apertamente sostenuta da Crasso, e alla transitio ad plebem di Publio Clodio Pulcro, suo cognato, addicendo come scusa che la sua adozione non era avvenuta secondo una regolare lex curiata.

### Morte
L'anno seguente ottenne il proconsolato della Gallia Transalpina. Prima di partire, insieme a Catone l'Uticense, si oppose inizialmente alla lex Iulia agraria, facendosi apertamente sostenitore di un'opposizione anticesariana, ma alla fine, in seguito alle manovre di Cesare, il Senato dovette sottostare alle leggi approvate dal console. Pochi giorni prima di recarsi nella provincia assegnatagli, morì per un incidente domestico.
(Marco Tullio Cicerone, Pro Caelio, 59)
La sua morte garantì indirettamente a Cesare il proconsolato, oltre che della Gallia Cisalpina e dell'Illirico (Lex Vatinia), anche della Gallia Transalpina: per questa ragione non è escluso che sia stata la stessa moglie Clodia ad uccidere Metello Celere con del veleno. Quest'ultima aveva infatti numerosi amanti e non era felice del matrimonio col marito.

## Famiglia
Metello Celere era sposato con la scandalosissima Clodia, una delle tre figlie di Appio Claudio Pulcro, console del 79 a.C.; questo matrimonio si rivelò infelice e Clodia fu spesso sospettata di numerosi adulteri, anche con il proprio fratello, e poi di avvelenamento del marito. La figlia di Quinto e Clodia potrebbe essere Cecilia Metella Celere, moglie di Publio Cornelio Lentulo Spintere, questore del 44 a.C.
In molti identificano Clodia con la Lesbia di Gaio Valerio Catullo, che in una delle sue poesie chiamerebbe Metello Celere “sciocco” e “asino”.

## Attività culturali
Cicerone nel Brutus menziona Metello Celere tra i vari oratori secondari della scena di Roma, attribuendogli una modesta capacità oratoria e un buon modo di fare, tuttavia con ben poca esperienza nell'oratoria giudiziaria. Cicerone gli riconosce più che altro una maggiore abilità nell'ambito dell'eloquenza popolare. È sopravvissuta una lettera di Metello Celere a Cicerone del 62 a.C., in cui gli rimprovera di aver attaccato il fratello Metello Nepote.
Si vales, bene est. Existimaram pro mutuo inter nos animo et pro reconciliata gratia nec absentem me a te ludibrio laesum iri nec Metellum fratrem ob dictum capite ac fortunis per te oppugnatum iri; quem si parum pudor ipsius defendebat, debebat vel familiae nostrae dignitas vel meum studium erga vos remque publicam satis sublevare: nunc video illum circumventum, me desertum, a quibus minime conveniebat. Itaque in luctu et squalore sum, qui provinciae, qui exercitui praesum, qui bellum gero: quae quoniam nec ratione nec maiorum nostrorum clementia administrastis, non erit mirandum, si vos poenitebit. Te tam mobili in me meosque esse animo non speraram: me interea nec domesticus dolor nec cuiusquam iniuria ab re publica abducet.»
Se sei in salute, è un bene. Consideravo, per il reciproco rispetto tra di noi e per i buoni rapporti stabiliti, che non sarei stato offeso in mia assenza, né che mio fratello Metello per ciò che ha detto sarebbe stato attaccato da te per la (sua) persona e per i (suoi) averi. Se poco l'avrebbe difeso la sua reputazione, sarebbero bastati a proteggerlo o l'importanza della nostra famiglia o la mia buona disposizione per voi e per lo stato. Ora vedo che lui è stato assalito e che io sono stato tradito, da coloro da cui meno me l'aspettavo. Perciò sono nella disperazione e nella desolazione, io che comando una provincia, che comando un esercito, che sto conducendo una guerra. E visto che avete gestito queste cose né in modo sensato, né (tenendo conto della) buona disposizione dei nostri antenati, non ci sarà da stupirsi se ve ne pentirete. Non credevo che tu provassi per me e per i miei (famigliari) (sentimenti) così tanto volubili. Ma tanto né il dolore famigliare, né l'offesa di chiunque mi distoglieranno dagli uffici pubblici.»
(Marco Tullio Cicerone, Epistulae ad familiares, I, 1)